# Waldo de los Ríos
Waldo de los Ríos, eigentlich Osvaldo Nicolás Ferrara (* 7. September 1934 in Buenos Aires, Argentinien; † 28. März 1977 in Madrid, Spanien), war ein argentinischer Pianist, Orchesterleiter, Arrangeur und Komponist.

## Leben und Karriere
Waldos Mutter war eine bekannte Folklore-Interpretin. Er selbst studierte am Konservatorium in Buenos Aires und ging 1962 nach Spanien.
Waldo de los Ríos hatte in Spanien einen ähnlichen Stellenwert wie James Last in Deutschland. Er leitete das The Manuel de Falla Orchestra.
Internationale Bekanntheit erreichte Waldo de los Ríos 1971 durch seine Klassik-Bearbeitungen im Stil der zeitgenössischen Popmusik. Seine Single Mozart Symphony No. 40 erreichte in den deutschen Charts Platz 10. Das Gleiche gelang ihm aus Anlass des 200. Geburtstags von Ludwig van Beethoven mit der Ode an die Freude aus Beethovens 9. Sinfonie, die er zu dem Titel A Song of Joy umarrangierte. Unter der Interpretation von Miguel Ríos erreichte es in einigen europäischen Ländern Platz 1 der Charts und hielt sich dort in Deutschland 15 Wochen lang.
Darüber hinaus schrieb er zwischen 1958 und 1977 die Filmmusik zu über 30 Filmen.
1977 litt Waldo de los Ríos unter Depressionen und beging Suizid.

## Diskografie

### Alben
- 1957: Kiss of Fire
- 1961: South American Suite (mit The Columbia Symphony Orchestra of Buenos Aires)
- 1966: España electrodinámica / 1
- 1967: Folklore dinamico
- 1968: España en tercera dimensión
- 1968: Alberto Cortez canta a atahualpa yupanqui
- 1970: Mozartmania
- 1970: Sinfonias
- 1971: Mozart in the Seventies
- 1971: In a Romantic Mood with Waldo de los Rios
- 1972: Mozart No 40 and Other Classical Hits (2 LPs)
- 1972: Wonderful World
- 1973: Operas
- 1973: In Concert Featuring Ernesto Bitetti Guitar
- 1973: Christmas with Waldo de los Rios
- 1974: Sinfonias 2
- 1974: Banda Sonora Original de la Pelicula „Boquitas Pintadas“
- 1974: Symphonies for the Seventies 2
- 1976: Conciertos
- 1976: ¿Quién puede matar a un niño?
- 1977: Corales

### Kompilationen
- 1970: El Sonido Magico de Waldo de los Rios – Vol. 2
- 1972: In Gold
- 1974: Aranjuez mon amour
- 1974: Waldo de los Rios
- 1974: Operas in the 70’s
- 1975: Ouvertures
- 1975: Waldo de los Rios
- 1977: Grandes exitos de
- 1978: El Sonido de Waldo de los Rios
- 2003: Serie de oro: Grandes exitos
- 2009: Who Can Kill a Child? (¿Quién puede matar a un niño?) / The House That Screamed (La Residencia)

### EPs
- 1963: Escala en Hi-Fi
- 1969: (Sentado En) El muelle de la Bahia / Help Yourself / Que tiempo tan feliz / Alguien cantó (Was ich dir sagen will)
- 1972: Mozart 13 / Allegro/Rondo / Obertura 492 / Broma Musical

### Singles
- 1969: Alguien Canto
- 1969: Las Bicicletas de Belsize
- 1971: Mozart 13 (Serenade No. 13 in G Major K.525 – Eine kleine Nachtmusik)
- 1971: Mozart Symphony No.40 in G Minor K550 1st Movement (Allegro Molto)
- 1971: Rondo (Serenade No. 13 in G Major K.525 – Eine kleine Nachtmusik)
- 1971: Haydn: Toy Symphony in G Major 2nd. Movement (Minuetto)
- 1971: En un mundo nuevo (Promo)
- 1971: Disco Sorpresa Fundador
- 1972: A Musical Joke – 4th Movement – Presto
- 1972: Mala Noćna Muzika
- 1972: The Winfield Theme (Excerpt from Tchaikovsky Concerto No 5)
- 1973: The Little Drummer Boy
- 1974: Nabucco – Va … Pensiero (Chorus of the Slaves)
- 1975: Symphony No.6 in F Major Op.68 „Pastoral“
- 1977: Carmina Burana
- 1991: Mozart in the House (Broma Musical)
- 1991: Sinfonia Nº 40 (mit DNA)

## Werke
- Musicals
- A Song of Joy für Miguel Ríos, 1970
- Concierto para guitarra criolla, 1973

## Filmografie (Auswahl)
- 1958: Die fremden Götter (Los dioses ajenos)
- 1966: Die Verfluchten der Pampas (Savage Pampas)
- 1969: Das Versteck (La residencia)
- 1969: Das Leben geht weiter (La vida sigue igual)
- 1971: Kein Requiem für San Bastardo (A Town Called Bastard)
- 1971: Matalo (…y seguian robandose el millon de dolares)
- 1971: Mord in der Rue Morgue (Murders in the Rue Morgue)
- 1973: Maske des Grauens (La corrupción de Chris Miller)
- 1976: Ein Kind zu töten… (Quién puede matar a un niño?)